# 박두복
박두복(朴斗福, 1914년~?)는 한국의 일제 강점기에 활동한, 공산주의 운동가이다.

## 생애
1914년 울산 일산진에서 태어나 1927년 보성학교에 입학했다. 절친인 천경록과 1926년 동면(현 동구)에서 만들어진 ‘적호소년회’ 회원으로 활동했다. 문맹 퇴치와 민중의식 고양이 목적이었지만 항일정신이 강한 소년단체였다.
박두복은 보성 졸업 후 항일운동의 길을 걸었다. 1930년대 초반부터 경남적색교원노조로 활동하면서 여러 번 구속과 출옥을 반복했다. 적색교원노조는 일제강점기 교사들이 중심이 되어 학생들과 노동계에 침투해 일제의 조선 식민지 정책을 비판하고 항일정신을 고취시켰다. 박두복은 1933년 비밀결사 교원노동조합을 결성한 후 체포되어 부산지방법원에서 징역 2년을 선고받고 옥중생활을 했다.
이후 그는 부산에서 한국인들을 못살게 구는 일본 헌병을 살해한 후 만주로 도망갔으나 검거되어 사형선고를 받았다. 이 소식을 들은 그의 삼촌 박학규씨가 울산의 문중 논을 팔아 만주로 가 왜병에게 많은 돈을 주고 그를 살려낸 후 일산동으로 데리고 왔다. 이때 서울 동덕여고를 졸업한 후 보성학교 교사로 왔던 이효정과 결혼한다.
해방과 함께 그는 여운형이 이끄는 건국준비위원이 되어 일본인들이 남겨놓고 간 재산관리인이 되었다. 얼마있지 않아 서울로 가 남로당 일을 보게 된다. 6·25가 일어날 무렵에는 미군에 체포되어 서대문 형무소에서 수감생활을 했다. 1950년 4월 2일자 동아일보는 그의 행적과 관련 ‘김삼룡 비서 체포’라는 제목 아래 서울시경찰국이 공산당 조직책을 일망타진한 내용의 글을 싣고 있는데 이 속에 박두복이 시당 조직책으로 체포되었다는 기사가 있어 6·25때 월북한 것으로 판단된다.
박두복과 천경록의 악연은 ‘오좌불 간첩사건’에서 생겨났다. 오좌불 간첩사건은 6·25때 북으로 갔던 박두복이 오좌불 해안으로 침투하다가 경찰의 추적을 받고 다시 북으로 도망간 사건을 말한다. 1960년대 중반 울산 동구에서 발생한 ‘오좌불 간첩사건’은 당시 일산진에서 오랫동안 살았던 밀양박씨 문중을 몰락시켰고 어린 시절부터 보성학교에 함께 다니면서 ‘적호소년회’ 회원으로 일제에 항거했던 박두복과 천경록의 우정을 파괴했다.
당시 정부 발표에 따르면 박두복이 간첩으로 오좌불 해변으로 들어온 후 천경록이 경영했던 과수원으로 가 천씨에게 동생 두진을 불러줄 것을 요청했는데 이때 천씨가 두진을 데리고 오겠다는 약속을 해 놓고 방어진 지서로 가 두복이 나타났다고 신고하는 바람에 동구 전체에 비상이 걸렸고 이를 눈치를 챈 두복이 다시 북으로 도망갔다. 이때 경찰이 두진을 연행하려고 하자 두진은 농약을 마시고 자살했다.
이 사건이 있은 후 일산진 해변 일대에는 철조망이 쳐지고 오랫동안 해병대가 경비를 섰다. 아울러 일산진에 살았던 박두복 가족과 친인척, 밀양박씨들까지도 사회활동에 많은 제한을 받았다. 오좌불 해안은 70년대 초 현대중공업이 이 자리에 들어서면서 사라졌다.
부인은 이효정이다. 일제 때 동덕여고보를 나와 6·10만세 등 독립운동을 했다. 특히 ‘전설적 혁명가’로 불린 이재유가 경성에서 조직한 ‘경성트로이카’라는 이름의 지하혁명 조직원으로 활동했다. 이 때문에 그의 증언에 의해 이재유와 경성트로이카 행적이 많이 복원됐다. 자녀 2남 1녀. 인천에서 화가로 활동하는 박진수 화백이 아들이다.